# Chiesa dell'Anconetta
La chiesa dell'Anconetta (o più formalmente oratorio della Santissima Annunziata) era un piccolo edificio religioso, ora non più esistente, sito a Venezia nel sestiere di Cannaregio nei confini della parrocchia di San Marcuola.

## Storia e descrizione
Il ricordo della chiesetta resiste solo nel toponimo – condiviso tra il campiello, la calle ed il ponte – né ci rimane alcuna rappresentazione dell'edificio a parte la sua collocazione nella mappa del 1730 di Ludovico Ughi. Discrete sono invece le indicazioni sul suo interno forniteci dal Boschini e dallo Zanetti.
Il nome Anconetta significa testualmente "piccola icona" ed infatti si riferisce ad una piccola immagine di Maria che un gruppo di devoti aveva originariamente posto su di un altare di San Marcuola. Questi devoti erano uniti in confraternita ma di questa Scuola non restano molte notizie se non quelle collegate alla decisione di costruirsi il nuovo piccolo oratorio dove riporre l'immagine sacra quando insorsero contrasti con il clero della parrocchia.
Questo angusto ambiente poté essere ampliato grazie al lascito di tale Pasqualino Carlotti del 24 agosto 1623. L'oratorio venne anche posto sotto la protezione del senato veneziano il 22 febbraio 1653 (1652 more veneto) «acciocché, continuandosi il governo della Chiesa e della Scuola da persone laiche, proseguissero nella loro divotione con accrescimento di merito e decoro della città, et esaltazione del culto divino». Un nuovo restauro si ebbe nel 1740 con il lascito di tale Laura, vedova del linaiolo Isepo Sandrin.
Dai documenti scritti sappiamo che l'interno, nonostante le piccole dimensioni, conteneva tre altari in pietra ed era sovraccarico di dipinti.
Sopra la porta d'ingresso era un Miracolo di Sant' Antonio di Padova di Daniel Van den Dyck, alle pareti del presbiterio era un'Annunciazione di Domenico Tintoretto divisa in due tele che affincavano la pala col Padre Eterno di Giacomo Petrelli. Alle pareti laterali venivano ricordate una Lapidazione di Santo Stefano, ancora di Petrelli, e due tele con San Giovanni Evangelista e San Marco di Filippo Bianchi, nonché la Strage degli Innocenti di Giovanni Battista Rossi. Fissate al soffitto della chiesa erano tre quadri di Leonardo Corona (l'Annunciazione, la Natività di Maria e la Visitazione) affiancati dalla Presentazione di Maria al Tempio e l'Assunzione accompagnati numerose figure di angeli, tutti sempre di Petrelli. Per la sagrestia si citavano quattro busti degli evangelisti del Corona, spostati lì dal soffitto della chiesa e una teletta con la Natività della Vergine di Angelo Leone.
Bisogna dire che se già il Boschini citava queste opere senza esprimere pareri Zanetti, nel suo primo libro, non lesinava critiche per alcune opere liquidandole come «varj altri quadri d'autori de' tempi più infelici del secolo passato» e nel volume del 1771 trovava lecito ricordare soltanto l'Annunciazione di Domenico Tintoretto le tre tele mariane sul soffitto del Corona e il quadro con Sant'Antonio di Van den Dyck.
A seguito dei decreti napoleonici l'edificio venne chiuso e abbandonato, rimangono soltanto generiche e confuse indicazioni sulle opere che ancora conteneva dall'inventario del 27 agosto 1806.
L'ex chiesa, ormai cadente e spogliata, nel 1855 cadde vittima dei progetti urbanistici che intendevano creare un ampio tracciato dalla stazione ferroviaria a Rialto: venne demolita assieme altri edifici per creare l'attuale slargo del campiello dell'Anconetta mentre venivano interrati i vicini canali (rio di san Lunardo, rio dei due ponti e rio del Cristo). Curiosamente proprio lì accanto permane la strettoia di calle de l'Anconetta (pare a causa delle resistenze di un ingegnere capo del comune cui si avrebbe dovuto demolire parte della casa) a ricordare i limiti nella gestione del progetto.